# 1457 w literaturze
Wydarzenia literackie w 1457 roku.

## Urodzili się
- Sebastian Brant, niemiecki poeta (zm. 1521)
- Jacopo Sannazaro, włoski poeta (zm. 1530)